# Across the Universe
Across the Universe (englisch für: Durch das Universum) ist ein Lied der Beatles, das im Mai 1970 auf ihrem zwölften und letzten Studioalbum Let It Be erschien, ursprünglich wurde das Lied am 12. Dezember 1969 auf der Benefizplatte No One’s Gonna Change Our World veröffentlicht. Text und Komposition stammen von John Lennon, obwohl das Lied – wie zu Beatles-Zeiten üblich – dem Copyright Lennon/McCartney zugeschrieben wurde.

## Entstehung
Geschrieben hatte Lennon das Lied vermutlich Ende 1967, kurz nachdem die Band in Bangor (Wales) an einem Seminar von Maharishi Mahesh Yogi teilgenommen hatte.
Die Worte von Across the Universe wurden vor der Musik geschrieben und kamen zu Lennon in den frühen Morgenstunden in seinem Haus in Kenwood. Lennon sagte 1980 dazu: „Ich lag neben meiner ersten Frau im Bett, weißt du, und ich war irritiert. Sie muss immer wieder über etwas gesprochen haben und sie war eingeschlafen und ich hatte diese Worte immer und immer wieder gehört, die wie ein endloser Strom flossen.“
Es wurde wahrscheinlich von Maharishi Mahesh Yogi inspiriert, den die Beatles im August 1967 zum ersten Mal getroffen hatten. Der Refrain des Lieds – Jai Guru Dev Om (Sanskrit), die grob übersetzt „Sieg für Gott göttlich“ bedeutet – ist eine Hommage an Maharishis Lehrer Guru Dev. „Jai“ ist ein Hindi-Wort, das „lang lebe“ oder „Sieg“ bedeutet, und „om“ ist eine heilige Silbe in den hinduistischen und buddhistischen Religionen. Lennon sagte 1970 dazu: „Es ist einer der besten Texte, die ich geschrieben habe. In der Tat könnte es das Beste sein.“ Mitte Februar 1968 sollten sich die Beatles in Maharishis Meditationsakademie in Rishikesh (Indien) begeben, um mehrere Monate indische Philosophie und Maharishis Transzendentale Meditation zu studieren.
John Lennon befürwortete, das Lied 1968 als Single zu veröffentlichen. Stattdessen setzte sich McCartneys gefälligere Komposition Lady Madonna durch. Im März 1969 wurde Across The Universe für die nicht realisierte Yellow Submarine-EP geplant, erschien aber schließlich auf No One's Gonna Change Our World, einem 11-Song-Charity-Album, auf dem auch Bee Gees, Cilla Black, The Hollies und andere mitwirkten.

## Aufnahme

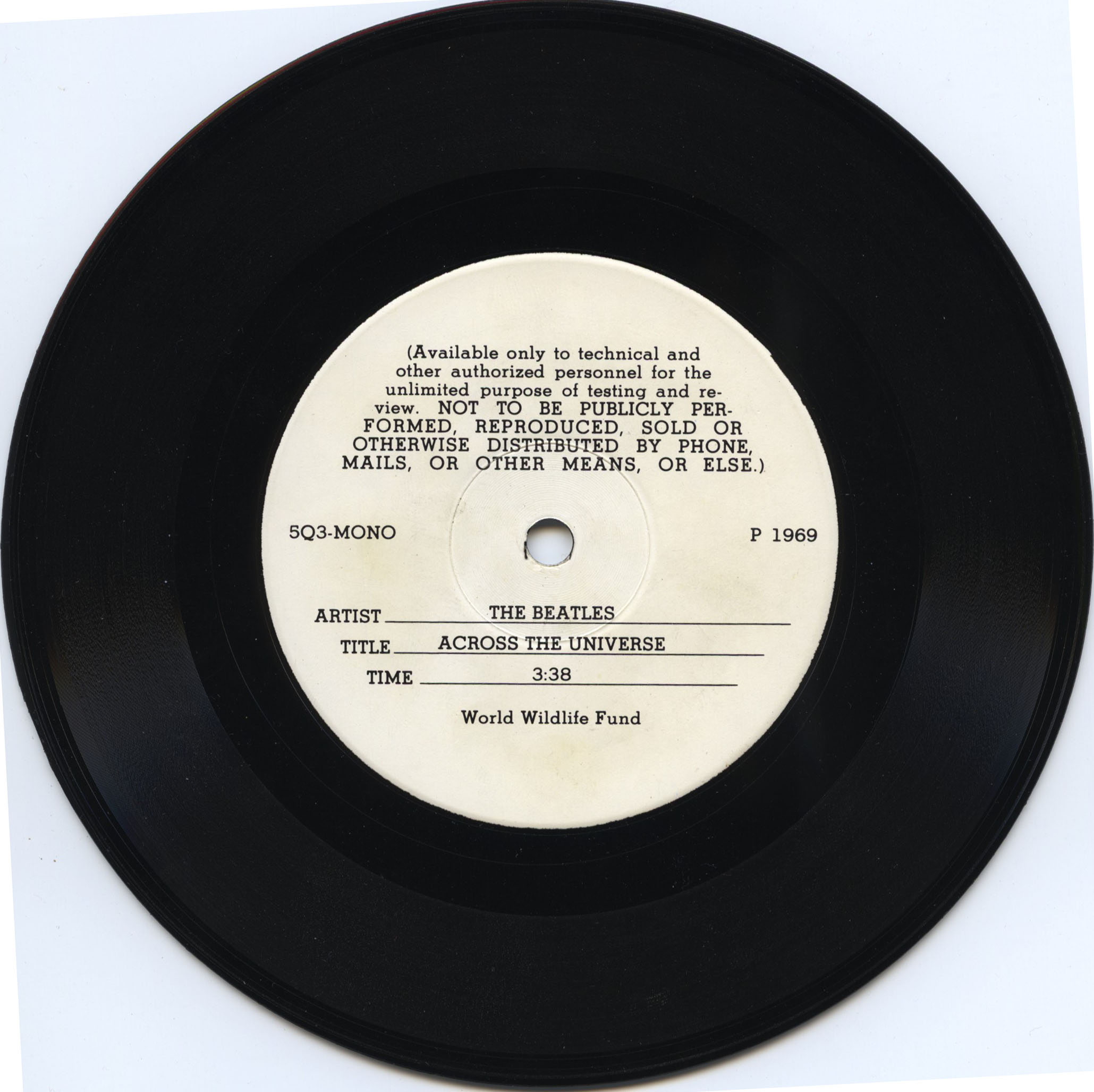
Testpressung von Across the Universe

Am 4. und 8. Februar 1968 wurde das Lied – etwa zur gleichen Zeit wie Paul McCartneys Lady Madonna und George Harrisons The Inner Light – in den Londoner Abbey Road Studios aufgenommen. Produzent war George Martin und Ken Scott der Toningenieur. Aus einer Laune heraus wurden mit Lizzie Bravo (1951–2021) und Gayleen Pease (1950–2021), zwei der weiblichen Fans, die oft in großer Anzahl vor dem Studio warteten, eingeladen, die Backing Vocals zu singen. Unter starkem Einsatz von Phaser-Effekten auf der Gitarre wurde eine Version abgemischt. Das Lied wurde schließlich am 2. Oktober 1969 von George Martin und dem Toningenieur Jeff Jarratt noch mit Vogelgeräuschen versetzt, weiterhin wurde die Abspielgeschwindigkeit in der endgültigen Stereoabmischung erhöht.
Am 6., 7., und 9. Januar probten die Beatles das Lied in den Twickenham Filmstudios, da sie es in die geplante TV-Show integrieren wollten.
Im März 1970 erhielt Phil Spector von Lennon, Harrison und Allen Klein den Auftrag, das Album Let It Be endgültig fertigzustellen. Am 1. April 1970 wurden orchestrale und chorale Teile, für die Lieder Across the Universe, I Me Mine und The Long and Winding Road eingespielt. Die Aufnahmen erfolgten mit den 50 Studiomusikern (18 Geigen, 4 Bratschen, 4 Violoncelli, Harfe, 3 Trompeten, 3 Posaunen, 2 Gitarren, 14 Sängerinnen sowie Ringo Starr) und den Arrangeuren/Dirigenten Richard Hewson und Brian Rogers. Am 2. April 1970 schloss Spector die Arbeiten mit Remixen der drei Lieder ab. Across the Universe wurde um die Tonhöhe herabzusetzen, wieder verlangsamt.
Besetzung
- John Lennon: E-Gitarre, Akustik Rhythmusgitarre, Orgel, Gesang
- Paul McCartney: Klavier, Akustikgitarre, Hintergrundgesang
- George Harrison: Tambura, Maracas, Hintergrundgesang
- Ringo Starr: Maracas, Basstrommel, Swarmandal
- George Martin: Hammondorgel
- Lizzie Bravo und Gayleen Pease: Hintergrundgesang (1968er Version)
- nicht aufgeführte Musiker: 18 Geigen, 4 Viola, 4 Cello, Harfe, 3 Trompeten, 3 Posaunen, 2 Gitarren, 14 Sängerinnen (1970er Version)

John Lennon war abschließend mit den veröffentlichten Versionen unzufrieden und sagte 1980 dazu: „Es war ein lausiger Track eines großartigen Songs und ich war so enttäuscht davon“.

## Veröffentlichungen
- Das Lied erschien erstmals am 12. Dezember 1969 auf der Benefizplatte No One’s Gonna Change Our World zugunsten des WWF.[4] Hierbei handelt es sich um einen Stereomix des Liedes, der am 2. Oktober 1969 erstellt wurde.[2] Diese Version des Liedes wurde beschleunigt und ist deshalb um einen Halbton höher als ursprünglich aufgenommen.[5] Dieser Stereomix wurde auf verschiedenen Kompilationsalben der Beatles veröffentlicht:

- Rarities (englische Version)
- Rarities (US-Version)
- The Beatles Ballads
- Past Masters

- Nach der Erstveröffentlichung erschien die Version von Phil Spector am 8. Mai 1970 auf der letzten LP der Beatles, Let It Be.
- Am 18. März 1996 wurde das Kompilationsalbum Anthology 2 veröffentlicht, auf dem sich eine alternative Version von Across the Universe befindet. Diese Aufnahme ist ein Remix auf Basis von Take 2. Im Booklet wird fälschlicherweise der 3. Februar als Aufnahmedatum angegeben.
- Am 14. November 2003 erschien das Album Let It Be… Naked. Auf dieser Veröffentlichung befindet sich eine Neuabmischung von Across the Universe in der ursprünglichen Fassung und korrekten Geschwindigkeit ohne das Orchesterarrangement von Phil Spector. Diese Neuabmischung wurde von Allan Rouse, Paul Hicks und Guy Massey erstellt.
- Auf dem am 9. September 2009 veröffentlichten Beatles in Mono-Box-Set befindet sich der für eine geplante EP zum Film Yellow Submarine erstellte Monomix des Liedes.
- Auf der sechsten CD der Deluxe Edition, der am 9. November 2018 erschienen Jubiläumsausgabe, für das Album The Beatles befindet sich Take 6 aus der Aufnahmesession vom 4. Februar 1968.[3]
- Am 15. Oktober 2021 erschien die Jubiläumsausgabe für das Album Let it Be. Auf der fünften LP/CD der Deluxe-Edition befindet sich der von Glyn Johns erstellte Mix des Liedes vom 5. Januar 1970. Dieser Mix basiert auf dem Mix, der für die LP No One´s Gonna Change Our World erstellt wurde. Glyn Johns hat jedoch das Intro von Take 6 (“Are you alright, Ritchie”) vorangestellt, die Wah-Wah-Gitarre und die Chorgesang der Beatles entfernt sowie die Geschwindigkeit auf Originalgeschwindigkeit reduziert.[5]
- Am 10. November 2023 wurde das Kompilationsalbum 1967–1970 erneut wiederveröffentlicht. Auf diesem befindet sich Across the Universe in der von Giles Martin und Sam Okell 2021 neu abgemischten Version.

## Coverversionen
Es wurden rund 240 Coverversionen von Across the Universe veröffentlicht.
- Von Laibach, die das komplette Beatles-Album Let It Be mit Ausnahme des Titelstückes coverten, sowie Versionen von 10cc, Roger Waters, Fiona Apple (1998 auf dem Soundtrack zum Spielfilm Pleasantville), Rufus Wainwright, Scorpions (2011 auf dem Album Comeblack), Evanescence und Lennons Sohn Sean Lennon.
- Eine Coverversion des Liedes befindet sich auf dem 1975 erschienenen Album Young Americans von David Bowie. Sie entstand in einer gemeinsamen Session mit John Lennon in New York.
- Element of Crime spielen Across the Universe traditionell als letzte Zugabe bei ihren Konzerten. Eine Studioaufnahme veröffentlichten sie 2005 als Bonustrack der iTunes-Version ihres Albums Mittelpunkt der Welt sowie 2010 auf dem Album Fremde Federn.
- Anlässlich der Grammy-Verleihung im Februar 2005 entstand eine All-Star-Tribute-Version des Liedes, deren Erlös den Opfern des Erdbebens im Indischen Ozean vom 26. Dezember 2004 zugutekam. Beteiligt waren u. a. Bono, Stevie Wonder, Norah Jones, Alicia Keys und als Instrumentalisten Velvet Revolver. Die Aufnahme wurde zum meistgedownloadeten Lied der Musikgeschichte. Am Ende dieser Version änderten die Akteure die Refrainzeile “Nothing’s gonna change my world” in “Something’s gonna change my world” um.
- Beady Eye veröffentlichte im April 2011 eine Coverversion des Stücks zugunsten der Opfer des Tōhoku-Erdbebens 2011.

## Sonstiges
- Der Titel des Musical-Films Across the Universe aus dem Jahr 2007 geht auf das Lied zurück. In dem Film illustrieren neben Across the Universe 32 weitere neu eingespielte Beatles-Stücke die Handlung um den jungen Liverpooler Fabrikarbeiter Jude Ende der 1960er Jahre. Prominenteste Mitwirkende: Bono und Joe Cocker.
- Am 4. Februar 2008 – 40 Jahre nach seiner Aufnahme – wurde das Lied von der US-Weltraumbehörde NASA in Richtung Polarstern ausgestrahlt. Anlass war das 50-jährige Bestehen der NASA und das 45-jährige Bestehen ihres „Deep Space“-Projekts. Das Lied wird, codiert als MP3 und von der Madrider Deep-Space-Antenne mit Lichtgeschwindigkeit abgestrahlt, die 4,08 Billiarden Kilometer entfernte Polarstern-Region nach 431 Jahren im Jahr 2439 erreicht haben.[7][8][9] Der 4. Februar wird seitdem als Across the Universe Day bezeichnet.[10]

## Auszeichnungen für Musikverkäufe
| Land/Region                  | Auszeichnungen für Musikverkäufe (Land/Region, Auszeichnung, Verkäufe) | Verkäufe |
| ---------------------------- | ---------------------------------------------------------------------- | -------- |
| Vereinigtes Königreich (BPI) | Silber                                                                 | 200.000  |
| Insgesamt                    | 1× Silber ·                                                            | 200.000  |